# Armeense liturgie

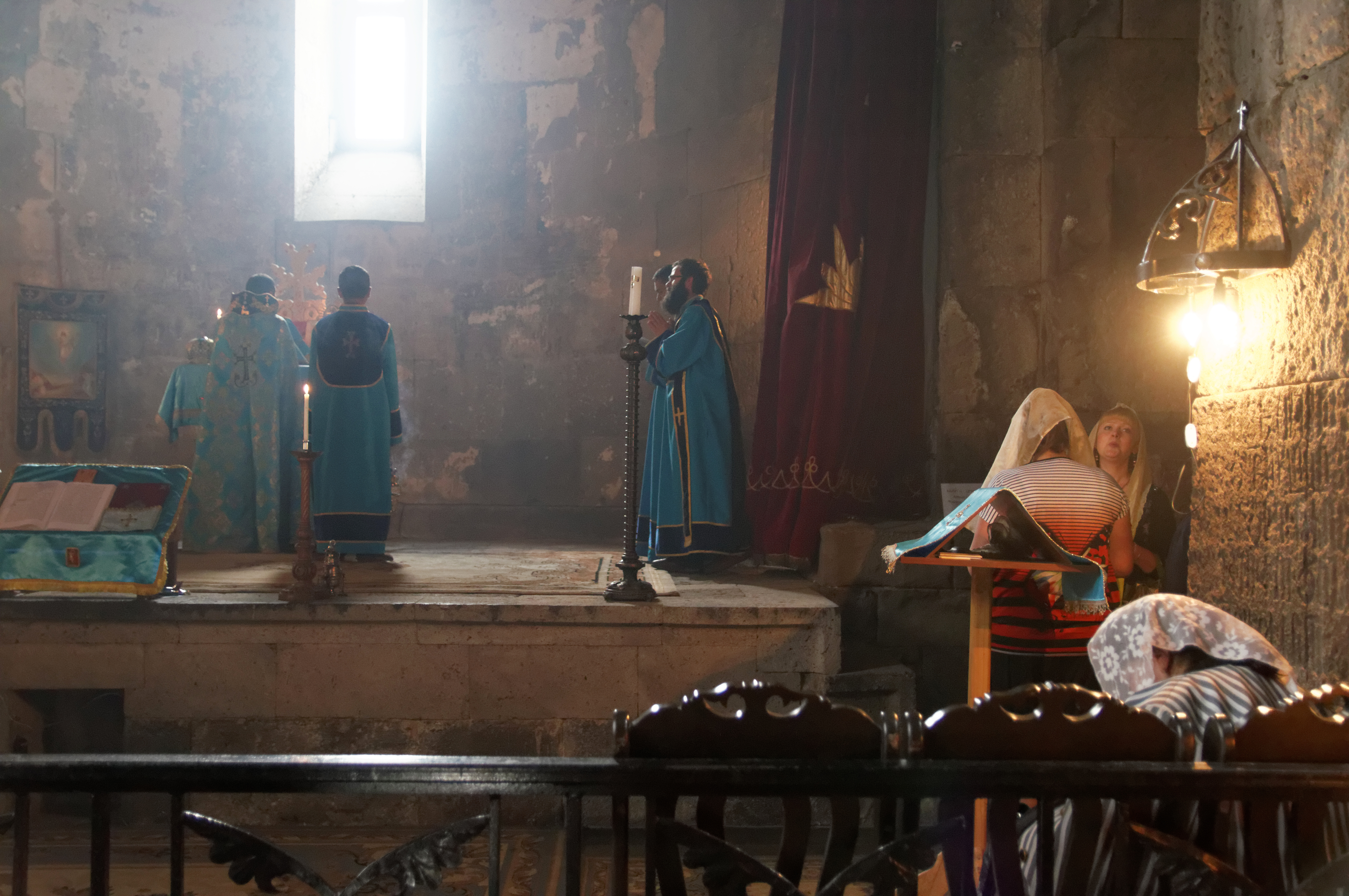
Armeense liturgie

De Armeense liturgie is de liturgie die gevolgd wordt door de Armeens-Apostolische Kerk en de Armeens-Katholieke Kerk. Deze liturgie werd - volgens de traditie - opgesteld door de Heilige Gregorius de Verlichter (circa 257 - circa 331), de stichter en patroonheilige van de Armeense Kerk en gebruikt het Armeens als liturgische taal.
In tegenstelling tot de oosters-orthodoxe kerken hebben de kerken van de Armeense ritus geen iconen. Een gordijn – geen iconostase – verbergt gedurende bepaalde delen van de liturgie de priester en het altaar voor de gelovigen. Dit zou een overblijfsel zijn van de vroege apostolische tijden.